# Романовы (Кировская область)
Романовы — опустевшая деревня в составе Мурашинского района Кировской области. 

## География
Находится на расстоянии примерно 47 километров по прямой на юго-запад от районного центра города Мураши.

## История
Деревня известна с 1873 года, когда здесь (починок Романовщина) было учтено дворов 23 и жителей 144, в 1905 году 17 и 113, в 1926 18 и 107, в 1950 18 и 48, в 1989 году 23 жителя. До 2021 года входила в Мурашинское сельское поселение Мурашинского района, ныне непосредственно в составе Мурашинского района.

## Население
Постоянное население  составляло 8 человек (русские 100%) в 2002 году, 0 в 2010.